# Lepanthes schultesii
Lepanthes schultesii är en orkidéart som beskrevs av Gerardo A. Salazar och Soto Arenas. Lepanthes schultesii ingår i släktet Lepanthes och familjen orkidéer. Inga underarter finns listade i Catalogue of Life.